# 藤原惟規
藤原 惟規（ふじわら の のぶのり / これのぶは、平安時代中期の貴族・歌人。 藤原北家良門流、越後守・藤原為時の子。紫式部の同母兄もしくは同母弟。

## 経歴
一条朝にて、文章生を経て、長保6年（1004年）ごろから寛弘2年（1005年）ごろまで少内記を務める。その後、兵部丞・式部丞を歴任する傍らで六位蔵人を兼ね、一条朝末の寛弘8年（1011年）に従五位下に叙せられた。
叙爵後は散位となり、越後守に任じられた父・為時に従って越後国に赴くが現地で卒去。
勅撰歌人として、『後拾遺和歌集』（3首）以下の勅撰和歌集に和歌作品10首が採録されている。家集に『藤原惟規集』がある。

## 逸話

### 『紫式部日記』での言及
幼少時に、姉妹の紫式部とともに為時について書（漢籍）を学んだ。しかし、惟規は暗誦することができず、紫式部は暗誦して見せたため、父・為時は式部が男でないことが残念だと思った、という逸話がある。
また、宮中に盗賊が侵入した事件に関する段では、着物をはぎ取られた女官を見つけた紫式部が「式部丞と蔵人（＝両方を兼務していた惟規）を呼べ」と指示したものの、すでに惟規が退出していたのは情けないことこの上ないと記されている。

### 木の丸殿の説話
蔵人の任にあった時期、惟規は賀茂斎院選子内親王の女房に逢うため、夜ごと局に忍び込んでいた。ある夜、家人に見とがめられて何者かと問われたのに対して答えなかったため、家人は門を閉じて惟規が出られないようにしてしまった。このことを女房が選子に伝えたところ、選子は「その人は歌人なので許してあげなさい」といい門を開かせた。惟規はこれに感謝し、
神垣は木の丸殿にあらねども名のりをせねば人咎めけり
と詠んだ。この歌は皇太子時代の天智天皇が朝倉橘広庭宮（木の丸殿と呼ばれていたという）で隠遁生活を過ごしていた時期、自ら名乗ることをはばかって相手に先に名乗らせるようにしていた故事を踏まえて詠んだ歌として、選子は感じ入ったという。
なお、『紫式部日記』で選子内親王に仕える女房の一人として中将の君という人物が取り上げられ、批判の対象となっている。中将の君が書いた手紙を紫式部が入手できた経緯などから、中将の君は惟規の恋人であったと考えられている。

### 臨終の説話
父・為時が越後守に任官した際には、惟規はまだ蔵人であったため随行することができなかった。後に位を得て父の任地に向かう途中に病気となり、到着したときには危篤状態であった。そこで父は息のあるうちに惟規を得度させようと枕元に仏僧を招いた。僧は「このままでは来世は地獄に落ちることは必定で、さらに来世が決まるまでの間も中有という鳥や獣さえもいない寂しい場所で長く耐えねばならないのです。その寂しさを想像しなさい」と説得した。すると惟規は「その中有には紅葉はないのか。虫の鳴く声は聞こえないか」と問い返した。僧がなぜそのように問うのか尋ねると、惟規は「もしそれらがあれば心の慰めとなるだろう」と答えた。僧は惟規が正気を失っていると思い、逃げるように立ち去ってしまった。
僧とのやり取りの後、惟規が両手をひらひらと動かすので、何かを書き記したいのかと思い筆と紙を渡したところ、辞世をしたためた。
みやこには恋しき人のあまたあればなほこのたびはいかむとぞ思ふ
惟規は最後の「ふ」の文字を書けずに息絶えたため、父・為時は「おそらくこのように書きたかったのであろう」と書き足したうえで形見として持っていた。しかし見るたびに紙を涙で濡らしたため、やがてなくなってしまった。この辞世の歌は『後拾遺和歌集』に採録されており、中将の君に宛てて詠まれたという詞書が添えられている。
この説話は『俊頼髄脳』では、上述した木の丸殿の説話とともに惟規の風流ぶりを評価した説話であるとする説がある。これに対して、同じ主題を扱った『今昔物語集』では話末評が追加されており、風雅に傾倒するあまり仏法を軽んじた末期に力点が置かれた形で採録されたのだろうとする指摘がある。

## 官歴
- 時期不詳：文章生
- 長保6年（1004年） 正月11日：見少内記[2][注 3]
- 寛弘4年（1007年） 正月13日：六位蔵人、見兵部丞[18]
- 時期不詳：式部丞[1]
- 寛弘8年（1011年） 正月5日?：従五位下[19]。日付不詳：卒去

## 系譜
『尊卑分脈』による。
- 父：藤原為時
- 母：藤原為信の娘
- 妻：藤原貞仲の娘
  - 男子：藤原貞職
- 生母不詳の子女
  - 男子：藤原経任

玄孫に平清盛の腹心として権大納言まで昇進した藤原邦綱がいる。
また女系の玄孫の女（貞職の娘と藤原隆時の間の子の藤原清隆の娘）が三条家の二代目当主三条公教に嫁いでいるため、三条家の女子を母后にもつ後小松天皇、崇光天皇、後光厳天皇は女系の子孫であり、それらを通じて現代の皇統に血が受け継がれている。

## 関連作品
映画
- 『千年の恋 ひかる源氏物語』（2001年、演：段田安則） - 紫式部の弟という設定になっている。

テレビドラマ
- NHK大河ドラマ『光る君へ』（2024年、演：高杉真宙） - 紫式部の弟という設定になっている。作中の幼名は太郎である。